# Acción Nacional (Reino Unido)
Acción Nacional es una organización terrorista neonazi con sede en el Reino Unido. Fundado en 2013, el grupo es reservado y tiene reglas para evitar que los miembros hablen de él abiertamente. Ha sido una organización proscrita en el Reino Unido por la Ley de Terrorismo de 2000 (Reino Unido) desde el 16 de diciembre de 2016, el primer grupo de extrema derecha proscrito desde la Segunda Guerra Mundial. En marzo de 2017, una investigación encubierta de ITV News descubrió que sus miembros aún se reunían en secreto. Se cree que desde su proscripción, Acción Nacional se ha organizado de manera similar a la red yihadista salafista Al-Muhajiroun, también prohibida.

## Historia
Acción Nacional fue creado en el año 2013, esto después del declive del Partido Nacional Británico (BNP por sus siglas en inglés) y la Liga de Defensa Británica. El grupo fue fundado por Benjamin Raymond y Alex Davies, mientras eran estudiantes universitarios. Raymond se refiere a Davies como el fundador de Acción Nacional y dice que se involucró después de Davies. Los activistas que más tarde se unieron a Acción Nacional se reunieron en sitios web como Iron March y 4chon (4chon se creó en 2011 es un sitio web separado de 4chan, cuando la administración de 4chan eliminó sus tableros).
Alex Davies, el aparente fundador del Frente Nacional, se había unido a las juventudes del Partido Nacional Británico a los 16 años, pero encontró que el grupo estaba en "desorden". Describe la diferencia entre los dos grupos como: "Estamos dirigiéndonos a universidades con regularidad. Eso es algo que el BNP nunca tuvo. Hemos construido algo en unos meses que el BNP no tuvo en 20 años". Raymond y Davies consideraron que el BNP era un fracaso, y su análisis del declive del BNP como un grupo de extrema derecha "moderado" fue clave en su concepción de Acción Nacional como una organización neonazi. Al principio de la existencia de la organización, las acciones se centraron en el activismo en la calle. Las tácticas incluyeron distribución de panfletos, caída de pancartas, manifestaciones entre otras varias. Algunos de estos se organizaron junto con activistas del Movimiento Británico, otra organización neonazi que colapsó en gran medida en los 80.
Davies se retiró de un curso de primer año de filosofía en la Universidad de Warwick en junio de 2014 después de que se revelara su participación en Acción Nacional. Un portavoz de la universidad dijo: "Todas estas acusaciones se toman en serio". La ONG Hope not Hate describió a Davies como el "diputado y testaferro" del Frente Nacional. Debido a la naturaleza reservada de Acción Nacional, no está claro quiénes son los líderes de la organización. El exmiembro del Frente Nacional, Ashley Bell (seudónimo de Tommy Johnson) ha sido referido como el líder de la organización, y se cree que es uno de los varios activistas detrás del documento de fundación de Acción Nacional, según Hope not Hate. Otras personas indicadas como líderes anteriores o actuales de la organización según Hope not Hate incluyen a Wayne Bell, Mark James, Kevin Layzell, Ben Raymond y Alex Davies. Según una investigación del Daily Mirror, Benjamin Raymond (de 25 años en junio de 2014) pasó a liderar la organización. Él es un ex vendedor de unidades aislantes que se graduó con un título en política de la Universidad de Essex en 2013. En 2014, había escrito en su blog: "Hay judíos y no blancos en mi país que necesitan ser exterminados. Cuando era adolescente, Mein Kampf cambió mi vida. No me avergüenzo de decir que amo a Hitler". Él expresaba total admiración por Anders Breivik, al cual se refería como "el héroe que Noruega merece". Raymond dijo a BBC News en una entrevista 2015 que "La fuente de todo el conflicto en la sociedad son todos los diferentes grupos raciales que han sido traídos aquí. Han sido traídos aquí para crear un pueblo que sea "desracializado", y por ende más fácil de controlar.
"Tom", un miembro que tenía 18 años en ese momento, fue entrevistado por 'The Huffington Post' en marzo de 2014. Nombró a José Antonio Primo de Rivera, de la Falange, Alexander Raven Thomson y Oswald Mosley de la Unión Británica de Fascistas, y el escritor Wyndham Lewis como inspiración para la creación de Acción Nacional. El documento de estrategia del grupo citó dos veces a Adolfo Hitler, que "Tom" llamó "un poco dudoso". Lo explicó diciendo: "¿Cuál ha sido un movimiento nacionalista exitoso? Oh, fueron los nazis... fue por eso que estamos usando [a los nazis] porque pudieron ganar el poder... Gottfried Feder, que era economista y miembro del NSDAP, tenía algunas buenas ideas".

## Miembros notables
Jack Renshaw, un ex activista de las juventudes del BNP y un portavoz importante de la organización, enfrentó cargos criminales por incitación al odio racial, esto en su juicio programado para el 2 de enero de 2018.  Renshaw había pedido que los judíos fueran "erradicados" como "parásitos financieros de la naturaleza y alimañas sociales de la naturaleza", y había dicho que el Reino Unido había apoyado al bando equivocado en la Segunda Guerra Mundial, ya que los nazis "estaban allí para sacar a los judíos de Europa una vez y para todos". Una persona que había cometido esos mismos delitos, cuyo nombre no puede publicarse legalmente en el Reino Unido, fue declarada culpable en el Tribunal de la Corona de Preston de incitar al odio racial el 8 de enero de 2018.
En noviembre de 2017, seis personas: Christopher Lythgoe, de 31 años, de Warrington, Garron Helm, de 24, de Seaforth, Merseyside; Matthew Hankinson, 23, de Newton-le-Willows, Merseyside; y Andrew Clarke, 33, y Michael Trubini, 35, ambos de Warrington, junto con Jack Renshaw, fueron acusados de ser miembros de la Acción Nacional, que está prohibida en el Reino Unido. Dos de los hombres, Lythgoe y Renshaw, también fueron acusados de estar involucrados en un complot para asesinar el West Lancashire MP Rosie Cooper con un machete, y de amenazar con matar a un policía. En julio de 2017, un exmiembro de Acción Nacional, Robbie Mullen, denunció el complot a la organización antirracista Hope not Hate, que denunció el asunto a la policía. Los seis enfrentaron un juicio el 11 de junio de 2018 en el Old Bailey en Londres. Al día siguiente, Renshaw se declaró culpable de conspirar para asesinar a Rosie Cooper y de amenazar con matar a un oficial de policía. Al mes siguiente, Hankinson y Lythgoe fueron declarados culpables de ser miembros de Acción Nacional y encarcelados durante seis y ocho años, respectivamente. El juez presidente, el juez Jay, le dijo a Hankinson: "Usted es un neonazi que glorifica y se deleita con una ideología pervertida, tiene un odio profundo hacia las minorías étnicas y los judíos y ha abogado por la violencia para lograr sus objetivos". Helm fue declarado inocente de ser miembro del grupo y Lythgoe fue declarado inocente de incitar al asesinato por presuntamente haber dado permiso a Renshaw para matar a la Sra. Cooper en nombre del grupo.
Dos miembros de National Action fueron encarcelados durante ocho años cada uno en el Crown Court de Birmingham. En marzo de 2018, el cabo Mikko Vehvilainen, de 34 años, fue descrito como un reclutador para Acción Nacional, una parte clave de cuya estrategia fue expandir su membresía dentro de las fuerzas armadas. Mikko se adjudicó como un "orgulloso racista", que cree en una próxima "guerra racial", Vehvilainen quería establecer un bastión de blancos en el pueblo galés de Llansilin. Cuando fue arrestado en su casa allí, la policía encontró una fotografía de él dando un saludo nazi en un monumento de 1917 a la independencia de su Finlandia natal y un arsenal de armas y banderines con la esvástica.
Otro soldado, el soldado Mark Barrett, como Vehvilainen, miembro del 2º Batallón Regimiento Real Angliano, fue absuelto, pero se cree que fue destituido por el Ejército. Alexander Deakin, de 24 años, desempleado, fue el organizador regional de Midlands. Fue visto en CCTV colocando calcomanías racistas en Universidad de Aston. Deakin difundió propaganda racista desde su habitación en la casa de sus padres, diciendo a sus compañeros miembros de Acción Nacional a través de un chat cifrado que en una futura "guerra racial" tendrían un "escuadrón de la muerte con temática del KKK", en alusión al notorio grupo estadounidense Ku Klux Klan. Se jactó de que los agentes antiterroristas eran incompetentes y nunca lo atraparían, pero lo encontraron escondido en un armario cuando lo arrestaron. Fue sentenciado en abril de 2018. En mayo del 2018 Wayne Bell, descrito como el "chico de los carteles" de la organización, se declaró culpable de dos cargos de incitar al odio racial y tres cargos de posesión de varios artículos para destruir o dañar la propiedad. El tribunal escuchó que había escrito grafitis neonazis en pilares y farolas en su ciudad natal de Castleford, y que había hecho cientos de publicaciones racistas y antisemitas en Twitter y en la red social rusa VKontakte. Fue condenado a cuatro años y tres meses de prisión.
En marzo de 2020 cuatro personas (Alice Cutter de 23, Mark Jones, 25, ambos Sowerby Bridge, West Yorkshire, Garry Jack, 24, de Shard End, Birmingham; y Connor Scothern, 19, de Nottingham, fueron condenados por ser miembros de Acción nacional. En junio de 2020, Cutter, Jones y Jack fueron condenados a prisión por los términos de entre tres y cinco años y medio, mientras que Scothern debía ser detenido en la custodia de los jóvenes durante 18 meses. El tribunal escuchó que Cutter participó en un concurso de belleza "Miss Hitler" como "Miss Buchenwald".
En 1 de abril de 2021, un oficial de Policía Metropolitana, Benjamin Hannam de 22 años fue condenado por el delito membresía de una organización prohibida, el fraude por representación falsa y dos cargos de posesión de documentos que puedan ser de utilidad para un terrorista. Hannam había asistido a reuniones de Acción nacional en 2016 y 2017 antes de unirse a la fuerza policial, afirmando que no tenía conexiones con la extrema derecha. Esta es la primera vez en la historia reciente del Reino Unido que un agente es condenado por el delito de pertenecer a un grupo terrorista de extrema derecha.

## Política y acciones

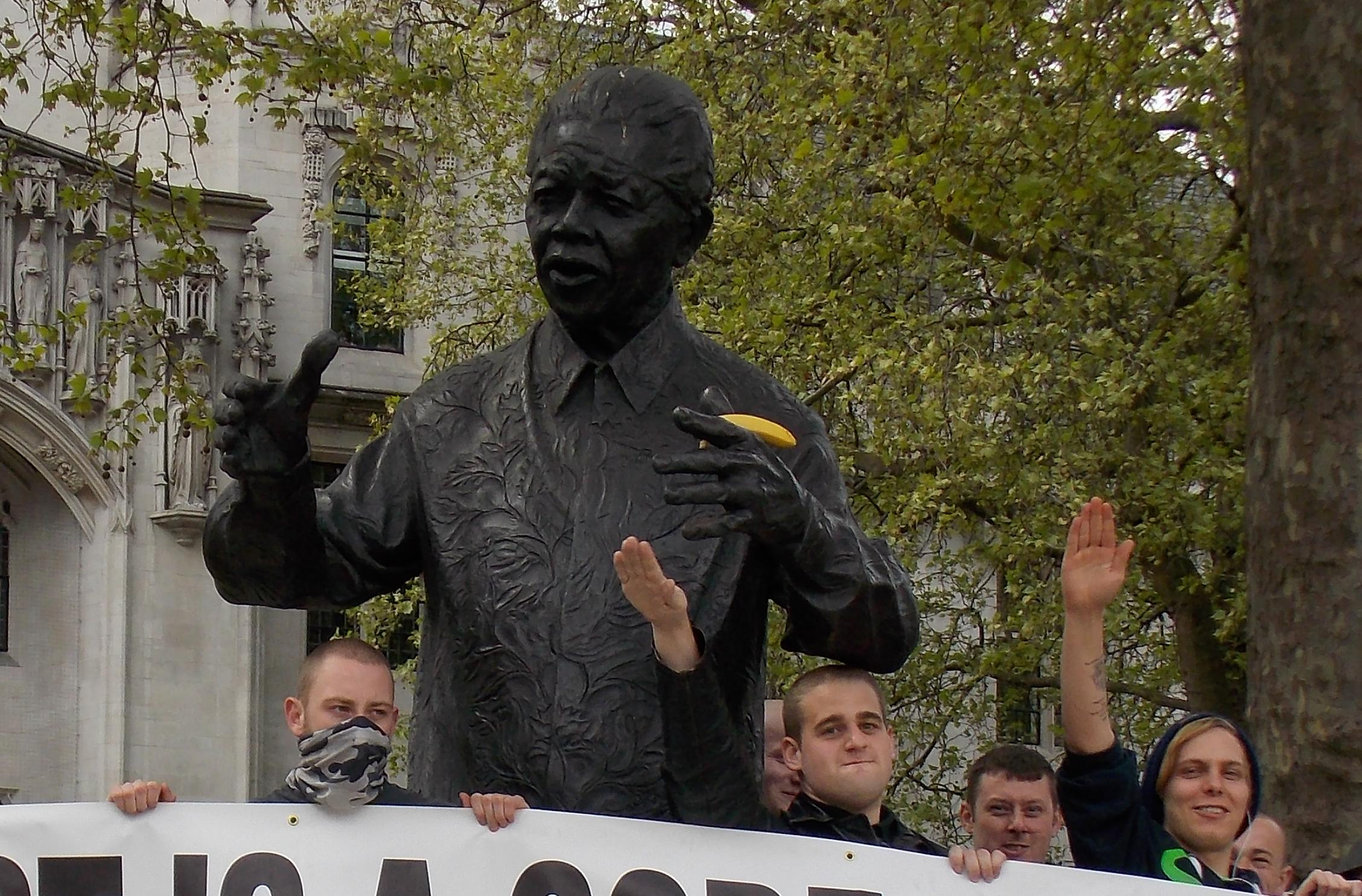
Miembros de Acción Nacional en una protesta en la estatua de Nelson Mandela en Londres, arrojándole cáscaras de plátano.

Davies describió al grupo como "Al igual que el BNP, pero más radical". Acción nacional se proclama a sí mismo como una organización "nacionalista revolucionaria" que surgió de una rama fallida dentro de las juventudes del BNP, y ha hecho efectivo a gran escala el uso de las redes sociales y el internet. La acción nacional quería reintroducir el Artículo 28, que castigaba la "Promoción de la homosexualidad" por los consejos locales. En la inmigración, "Tom" dijo: "Con las personas de color que le diríamos que no vengan.(...) Pero con [personas blancas] seríamos un poco más indulgentes".
El grupo ha distribuido su material en al menos 12 campus universitarios. En una entrevista con el diario The National Student en 2014, un organizador anónimo de Acción Nacional explicó por qué se dirigen a las universidades. "Muy pronto se van a descubrir cuán difícil los hemos atornillado, si supieran lo que sabemos ahora, tendríamos un ejército. El último gobierno laborista aspiraba a enviar el 50% de los jóvenes de 18 a 21 años. La universidad y la población total estudiantil ha crecido exponencialmente en la última década. También le prometió: "Este año será un reinado de terror", y describió a las personas que están en relaciones interraciales como "patéticos nerds de Internet", amenazándolos de muerte.
En octubre de 2014, Garron Helm, un miembro de acción nacional de Merseyside, fue condenado a cuatro semanas de prisión por enviar un mensaje a través de Twitter a MP Luciana Berger relacionado con su ascendencia judía, lo cual opinó como "un mensaje ofensivo, indecente y obsceno.""No soy un lunático para abrazar el martirio, acabo de aceptar que podría ser más útil en la muerte que la vida", escribió a principios de 2015. Helm sirvió dos semanas de su sentencia antes de ser liberado. En noviembre de 2014, diez activistas de acción nacional fueron arrestados en incursiones del amanecer sobre la sospecha de conspirar para causar daño criminal a la oficina de Luciana Berger, congresista local. Todos fueron liberados, y no se tomó ninguna otra acción contra ellos. La campaña de la Acción Nacional contra Berger fue apoyada por el sitio web neonazi con sede en los Estados Unidos, el Daily Stormer, que ofreció consejos sobre cómo establecer cuentas de Twitter a las que no se pudieran denunciar.
En marzo de 2015, la Acción Nacional organizó una "marcha del hombre blanco" en el muelle de Newcastle upon Tyne, durante el cual la policía arrestó a nueve personas. Los asistentes incluyen representantes del noreste del Partido Nacional Británico y neoNazis de Europa del Este. En junio, el mismo año, Zack Davies, de 26 años, quien dijo a la policía que era miembro de la Acción Nacional, fue declarado culpable del intento de asesinato de Sarandev Bhambra, un hombre de Sikh y aprendiz de dentista, en Mold, Flintshire. El Dr. Bhambra fue golpeado en la cabeza y casi perdió una mano en el ataque, sufriendo "lesiones que cambiarían su vida". Davies afirmó que haciendo esto se vengó por el asesinato de Lee Rigby y cantó "Poder White", cuando cometía el ataque. Davies recibió una sentencia de por vida en septiembre del mismo año, y tendrá que esperar 14 años antes de ser considerado para la libertad condicional. Acción nacional denegó públicamente cualquier asociación con Davies o sus acciones.
En agosto de 2015, el grupo intentó celebrar una segunda "Marcha Blanca" en Liverpool. La fuerte oposición de la red antifascista y los activistas locales obligaron a los organizadores a cancelar la marcha y se refugiaron en el punto de recogida de equipaje perdido en la estación de la calle Lima. Las tensiones fueron creadas por una carta al alcalde Joe Anderson amenazando distubios raciales, mientras tanto Acción Nacional afirmó que esta era un intento de actuar como un agente provocador.
En noviembre del 2016, The Sunday Times declaró su preocupación de "que los activistas de extrema derecha, pueden estar preparando una nueva generación de juventudes hitlerianas en el Reino Unido", después de la aparición de pegatinas de Acción Nacional que decían "zona controlada por nazis". El grupo también realizó una serie de marchas y manifestaciones en el Día del Armisticio y domingo del recuerdo, proclamando que "Hitler tenía razón", y celebró la elección de Donald Trump como Presidente electo de los Estados Unidos] bajo el eslogan de "White Power!". La Acción Nacional ha llamado a hacer una "jihad blanca" para "limpiar a Gran Bretaña de parásitos" utilizando folletos, pegatinas y videos subidos a internet. Los miembros del grupo declararon en los discursos que hubo una "enfermedad de los judíos internacionales", y que "llegará el momento de meterlos en las cámaras de gas".